# Clidemia longipedunculata
Clidemia longipedunculata är en tvåhjärtbladig växtart som beskrevs av E.Cotton. Clidemia longipedunculata ingår i släktet Clidemia och familjen Melastomataceae. IUCN kategoriserar arten globalt som nära hotad. Inga underarter finns listade i Catalogue of Life.